# Gare de Neszmély
La gare de Neszmély (en hongrois : Neszmély vasútállomás) est une halte ferroviaire hongroise, située à Neszmély.